# (801504) 2014 TX85
(801504) 2014 TX85 est un objet transneptunien, de magnitude absolue 6,7.
Son diamètre est estimé à environ 150 km.